# Bandera roja

La bandera roja se usa a menudo en manifestaciones socialistas, anarquistas y comunistas, especialmente en el Día Internacional de los Trabajadores.

En política, una bandera roja es predominantemente un símbolo del socialismo, comunismo, marxismo, sindicalismo, política de izquierdistas (socialdemócrata, laborista, izquierda revolucionaria) e históricamente, combinada con negro, del anarquismo. Se ha asociado con la política de izquierda desde la Revolución Francesa (1789-1799).
Los socialistas adoptaron el símbolo durante las revoluciones de 1848 y se convirtió en un símbolo del comunismo como resultado de su uso por la Comuna de París de 1871. Las banderas de varios estados socialistas, incluidos China, Vietnam y la ex Unión Soviética, se basan explícitamente en la bandera roja.
En la iconografía cristiana, se utilizan tradicionalmente los colores negro y rojo como símbolo del mal. Los ejércitos utilizaron las banderas o estandartes rojos como un símbolo de desafío y batalla.
Es común ver banderas rojas sobreimpresas con los nombres o emblemas de partidos, movimientos, organizaciones o sindicatos, por ejemplo: la Liga de los Socialdemócratas de Hong Kong, el Partido Socialista de Francia y el Partido Socialdemócrata de Alemania. El Partido Laborista en Gran Bretaña lo utilizó hasta finales de la década de 1980. Fue la inspiración para la canción de Jim Connell, The Red Flag, usada como himno de este último partido. Las banderas rojas son con frecuencia vistas en protestas, manifestaciones y marchas.
Aunque el color rojo no tiene incidencia en la embestida del toro, el uso de la muleta de ese color en la tauromaquia, contribuye a la vistosidad del espectáculo y oculta de alguna manera las máculas de sangre.  Aún antes de la revolución Francesa, el rojo es el color de la revuelta tanto como un símbolo de la clase trabajadora, el proletariado.

## Historia

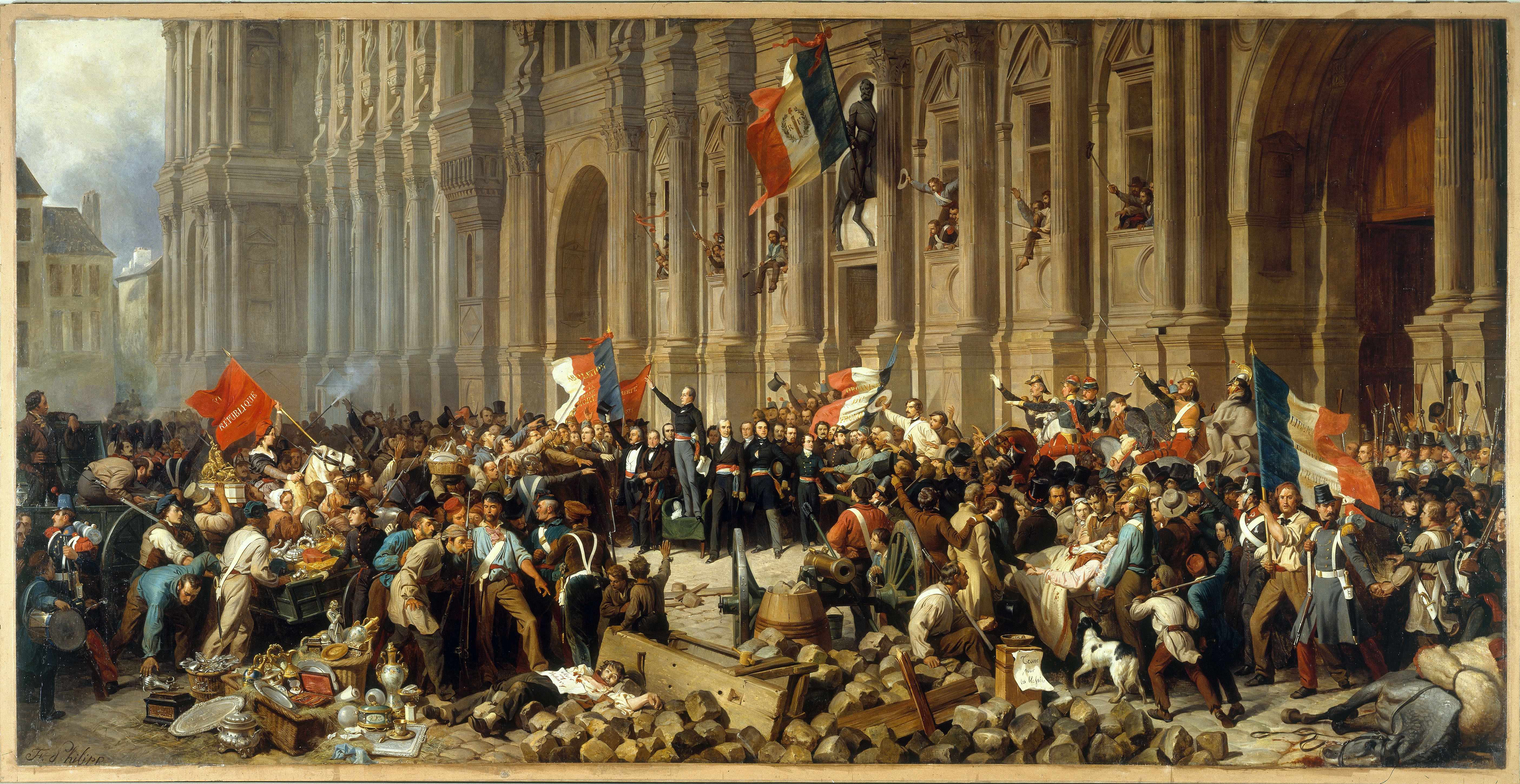
"Lamartine, ante el Hôtel de Ville, París, rechaza la bandera roja", 25 de febrero de 1848. Por Henri Félix Emmanuel Philippoteaux (1815-1884). Lamartine dijo que la bandera roja representa la violencia revolucionaria y "tiene que ser apagada inmediatamente después de los combates".

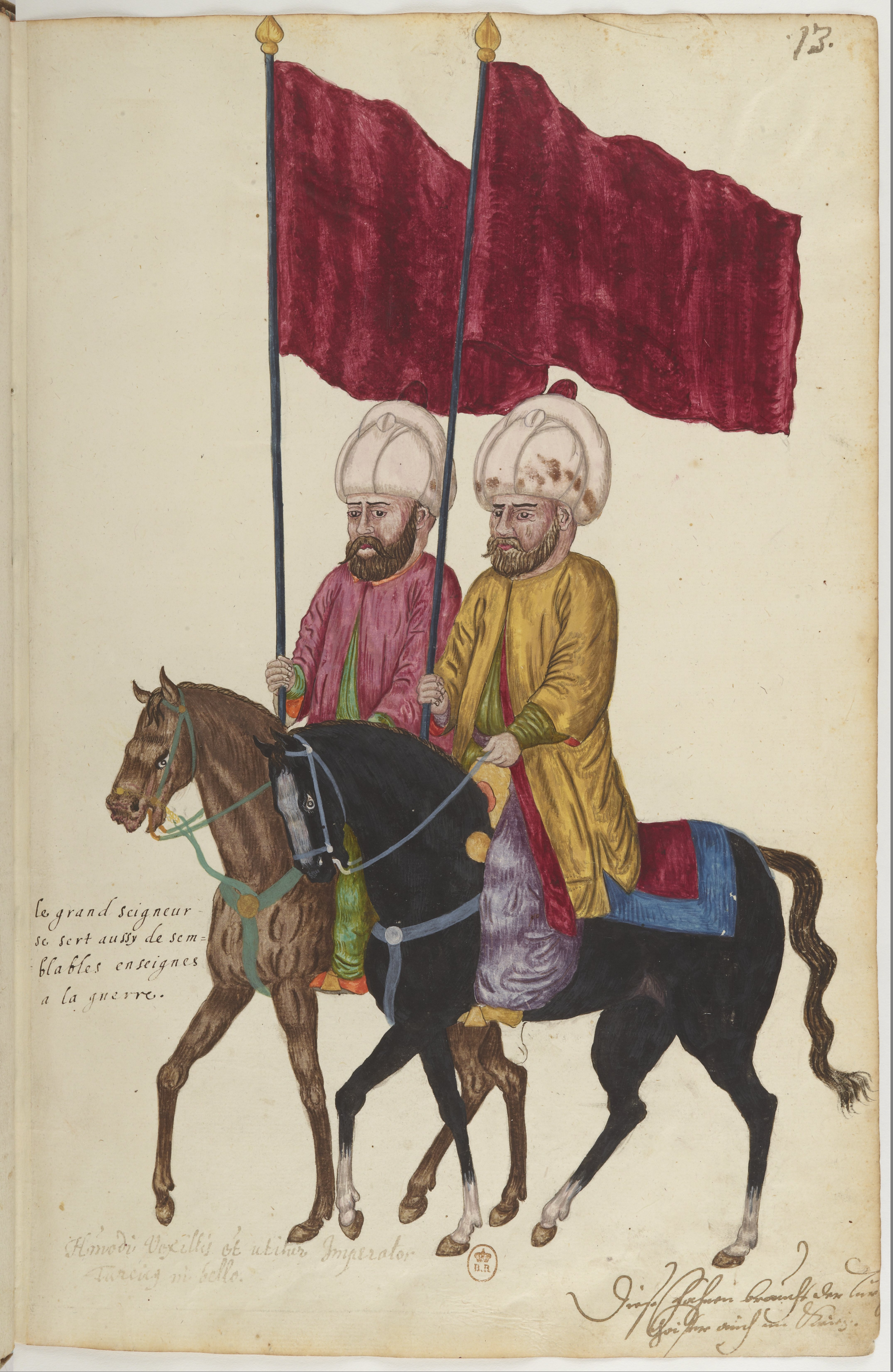
Ilustración de banderas rojas para el séquito del sultán en Moeurs et costumes des Orientaux.

La bandera se usa especialmente en el Día Internacional de los Trabajadores.

Las asociaciones revolucionarias del color rojo son antiguas. En la Edad Media, los barcos en combate volaban una larga serpentina roja, llamada Baucans, para significar una lucha a muerte. La Enciclopedia Chambers (1727-41) describe la bandera usada en combate: "La bandera roja es señal de desafío y batalla". El gorro rojo fue un símbolo de la revuelta popular en Francia que se remonta a la Jacquerie de 1358.
El Imperio otomano usó una variedad de banderas, especialmente como insignias navales, durante su historia. La estrella y la media luna empezaron a utilizarse en la segunda mitad del siglo XVIII. Un 'buyruldu' (decreto) de 1793 requería que los barcos de la Armada Otomana usaran una bandera roja con la estrella y la media luna en blanco. En 1844, una versión de esta bandera, con una estrella de cinco puntas, fue adoptada oficialmente como bandera nacional otomana.
El auténtico origen del uso de la bandera roja como insignia de los movimientos obreros se remonta a 1789, durante la Revolución francesa. El color rojo se asoció con el patriotismo a principios de la Revolución Francesa debido a la popularidad de la escarapela tricolor, introducida en julio de 1789, y el gorro frigio introducido en mayo de 1790. La Ley del 20 de octubre de ese mismo año decretaba el despliegue de una bandera roja para anunciar que el ejército iba a intervenir, con el fin de reprimir una revuelta. La Fayette, comandante de la Guardia Nacional, izó una bandera roja sobre el Campo de Marte en París el 17 de julio de 1791, como símbolo de la ley marcial, advirtiendo a los alborotadores que se dispersaran. Hasta cincuenta manifestantes antimonárquicos murieron en los combates que siguieron.
Los jacobinos protestaron por esta acción enarbolando una bandera roja en honor a la "sangre de mártires" de los que habían sido asesinados. Crearon sus propias banderas rojas para declarar "la ley marcial del pueblo contra la revuelta de la corte". Los jacobinos gobernaron Francia durante El Terror (1793-1794) e hicieron de la bandera roja un emblema nacional no oficial. Sin embargo, el Tricolor nunca perdió su estatus oficial y recuperó popularidad bajo Napoleón.
Los manifestantes en Gales del Sur se izaron dos banderas rojas empapadas en sangre de ternera durante el Levantamiento de Merthyr de 1831. Se afirma que es la primera vez que se ondea la bandera roja como una bandera del poder de los trabajadores.
En el siglo XIX, para mostrar la oposición a esta Ley, la bandera roja se convirtió en el símbolo de la insurrección revolucionaria y del movimiento obrero, siendo usada en la Comuna de París por los insurrectos y por los partidos socialistas; de ahí el nombre de "rojos" que se da a los izquierdistas. Las banderas rojas originales de la Comuna se convirtieron en iconos de la revolución socialista.
Pierre-Joseph Proudhon, uno de los pioneros del anarquismo y fundador del mutualismo, fue uno de los primeros en asociar la bandera roja como un símbolo revolucionario y de emancipación popular por encima de cualquier país describiéndola como el «estandarte federal del género humano».
Con la victoria de los bolcheviques en la Revolución de Octubre de 1917, la bandera roja con un martillo para simbolizar a los obreros y la hoz para simbolizar a los campesinos, se convirtió en la bandera oficial de Rusia y, en 1923 de la Unión Soviética hasta la desintegración en 1991. Por esta razón pasó a ser la bandera de los Partidos Comunistas de la Tercera Internacional (1919). En 1921, miembros del Partido Comunista Francés llegaron a Moscú y presentaron al nuevo gobierno soviético una de las banderas originales de la Comuna; fue colocado (y todavía está en su lugar) en la tumba de Vladímir Lenin, junto a su ataúd abierto.
Otros Estados socialistas como la República Popular China, Vietnam, también tienen banderas mayoritariamente rojas. Sin embargo, otros países y territorios de gobiernos no socialistas mantienen banderas rojas por razones históricas, como es el caso de Marruecos y Turquía, entre otros.
Durante el primer temor rojo de 1919-1920 en los Estados Unidos, muchos estados aprobaron leyes que prohíben la visualización de señales de alerta, incluyendo Minnesota, Dakota del Sur, Oklahoma y de California. No obstante, en 1931 la Corte Suprema de los Estados Unidos sostuvo que tales leyes son inconstitucionales. En 1936, la película Tiempos Modernos de Charles Chaplin, el personaje de Charlot tras ver caer una bandera roja de un camión la recoge y ondea con la intención de devolverla sin saber que por detrás se le une una manifestación de trabajadores, la cual es sofocada por la policía y, acto seguido, Charlot es arrestado al creer que fue el líder de la revuelta.

El Partido Nacional Socialista utilizó el color rojo como símbolo en sus propagandas y banderas para atraer a la clase trabajadora y alejarla de los partidos de izquierda.

El Partido Nacional Socialista usó el color rojo en sus propagandas y banderas para atraer a la clase trabajadora y alejarla de los partidos de izquierda:

"Bastaba ya el color rojo de nuestras proclamas para atraerlos al local de nuestras asambleas. La burguesía corriente se mostraba extremadamente indignada al pensar que también nosotros nos hubiésemos apoderado del rojo de los bolchevistas, y creía ver en esto algo de doble sentido.

Habíamos elegido el color rojo para nuestras proclamas, después de minuciosa y honda reflexión, buscando con ello provocar a los de izquierda, hacer que montasen en cólera y así inducirles a que concurrieran a nuestras asambleas, aunque sólo fuese con la intención de molestarnos; más de este modo nos daban la ocasión de hacerles escuchar nuestra palabra."
Adolf Hitler (1925) Mi lucha.

La expresión bandera roja ha sido utilizada asimismo en las canciones o marchas conmemorativas de diversos partidos o movimientos de inclinación socialista; así se observa en el caso del desaparecido Partido Comunista Italiano, cuyo himno se denominaba Bandiera Rossa; en el Partido Laborista en Gran Bretaña, con su himno The Red Flag; en el partido venezolano Bandera Roja o incluso en el nombre de dos periódicos, uno español de ideología republicana federal (1869 -1870) y otro puertorriqueño de ideología socialista (1975-).

## Otros usos

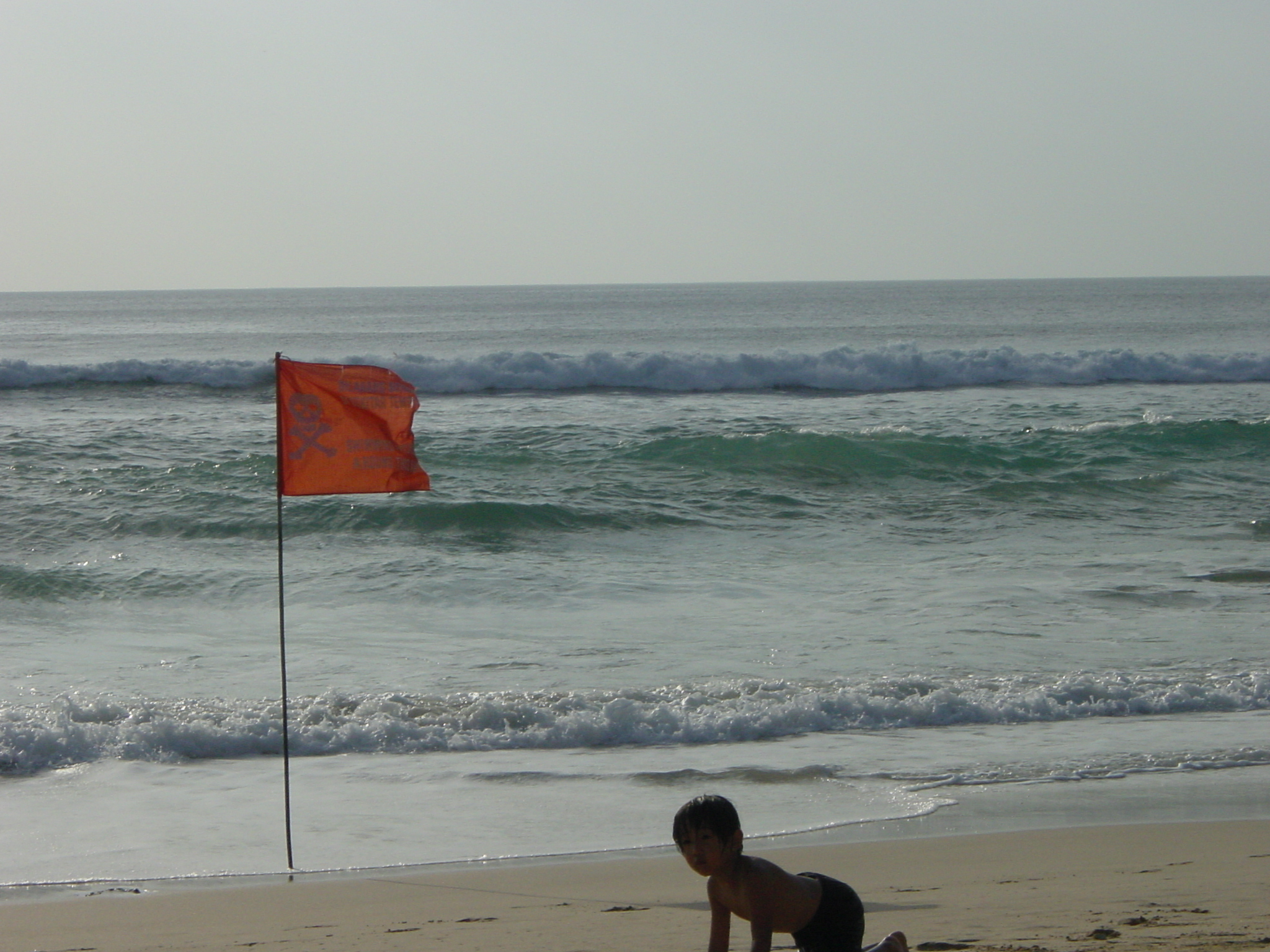
En las banderas de señales, el color rojo se para denotar casos de peligro en general (como en playas).

Es una de las banderas de señales que se utilizan en las playas de algunos países para indicar la prohibición de bañarse. También por sí misma puede denotar situaciones de peligro a nivel general. En los deportes de automovilismo de velocidad, se utiliza para indicar que la carrera se ha detenido por un peligro presente en el circuito.
Después de la Revolución de Octubre de 1917, en la Rusia soviética y la URSS, la bandera roja también fue un premio estatal.

## Galerías
Estas son dos galerías de banderas nacionales y de partidos políticos basadas en la bandera roja. 

### Banderas nacionales

Bandera de la República Popular China
Bandera de Vietnam
Bandera de la República Democrática de Afganistán (usada 1978-1980)
Bandera de la Unión Soviética (usada 1922-1991)
Bandera de la República Popular de Kampuchea (1979-1989)
Bandera de la República Popular del Congo (1970-1991)
Bandera de la República Socialista Popular de Albania (1946-1992)

### Partidos políticos

Bandera del Partido Comunista de China
Bandera del Partido Comunista de Vietnam
Bandera del Partido del Trabajo de Corea
Bandera del Partido Popular Revolucionario de Laos
Bandera del Partido Comunista de Nepal
Bandera del Partido Comunista de la Federación Rusa
Bandera del Partido Comunista del Perú-Sendero Luminoso

### Arte y propaganda

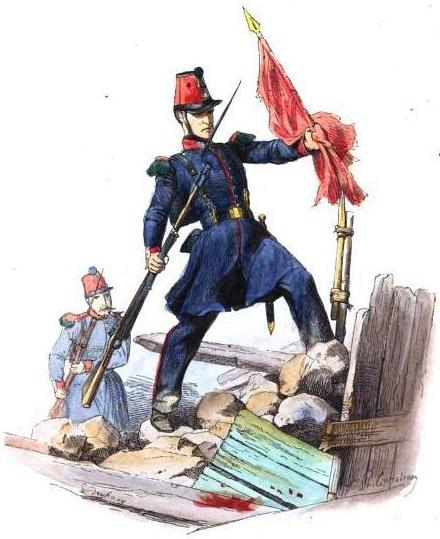
Un soldado francés saca una bandera roja de las barricadas durante el levantamiento de París de 1848.
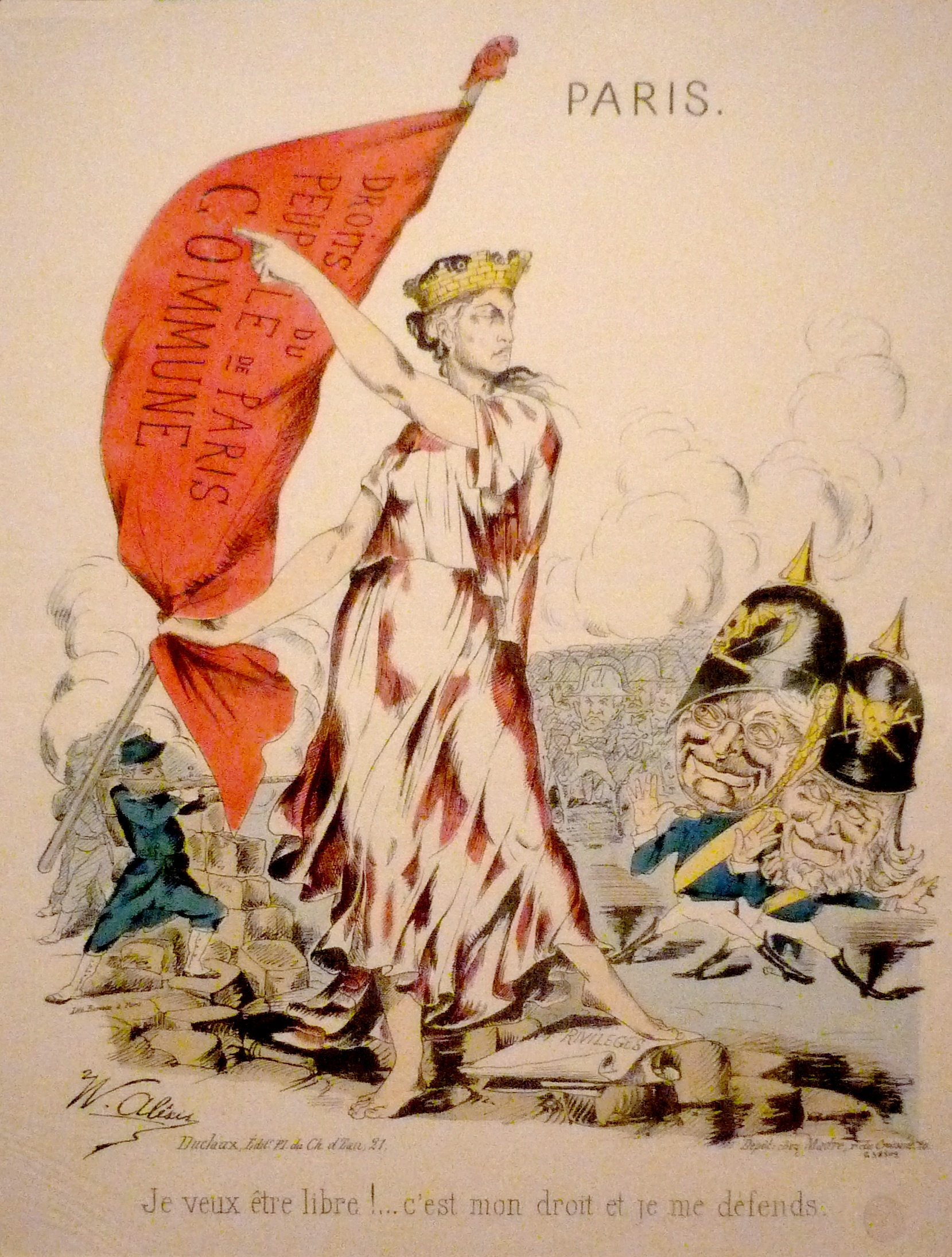
Un cartel de la Comuna de París (1871)
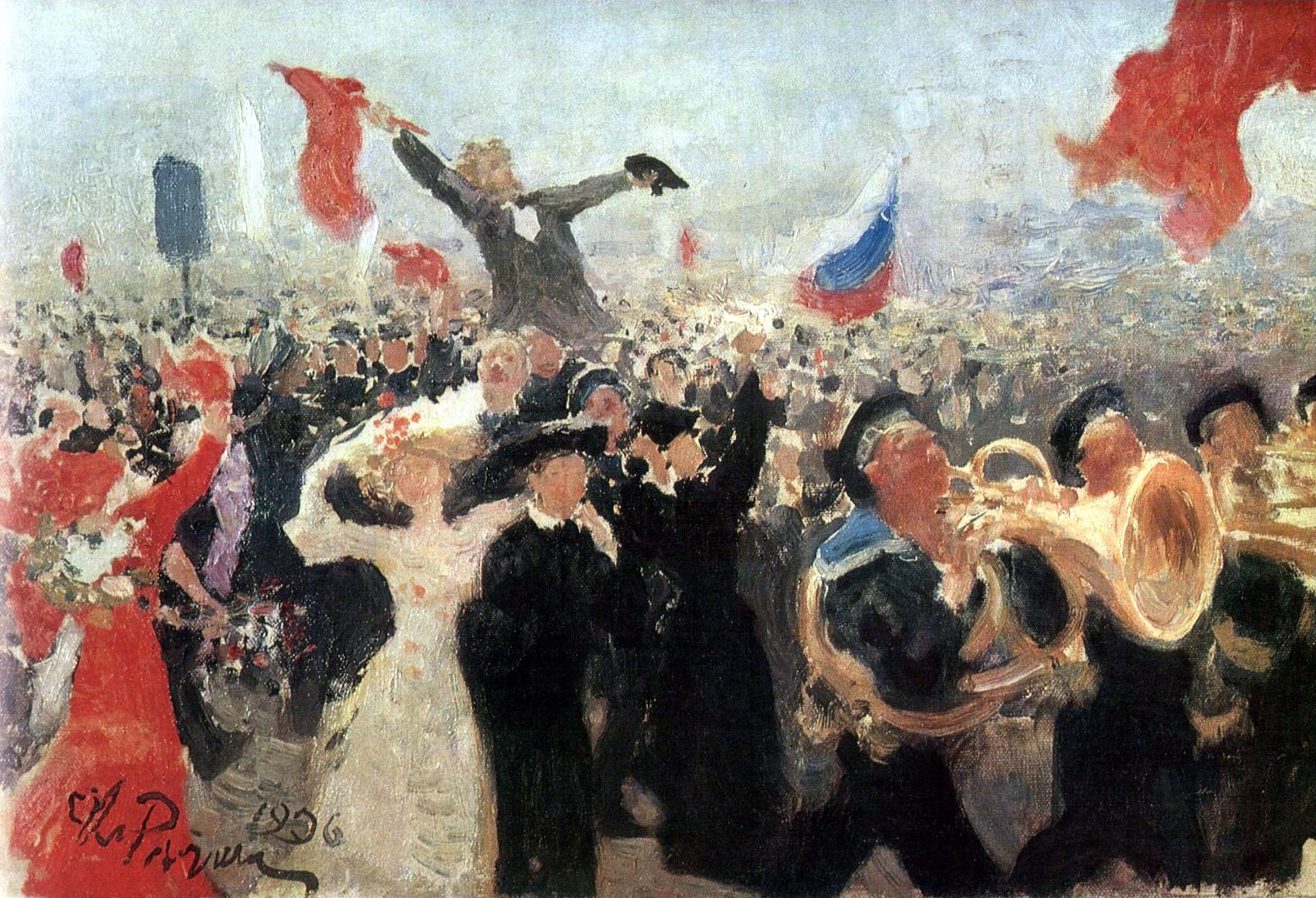
Una manifestación en Moscú durante la fracasada Revolución Rusa de 1905, pintada por Iliá Repin.
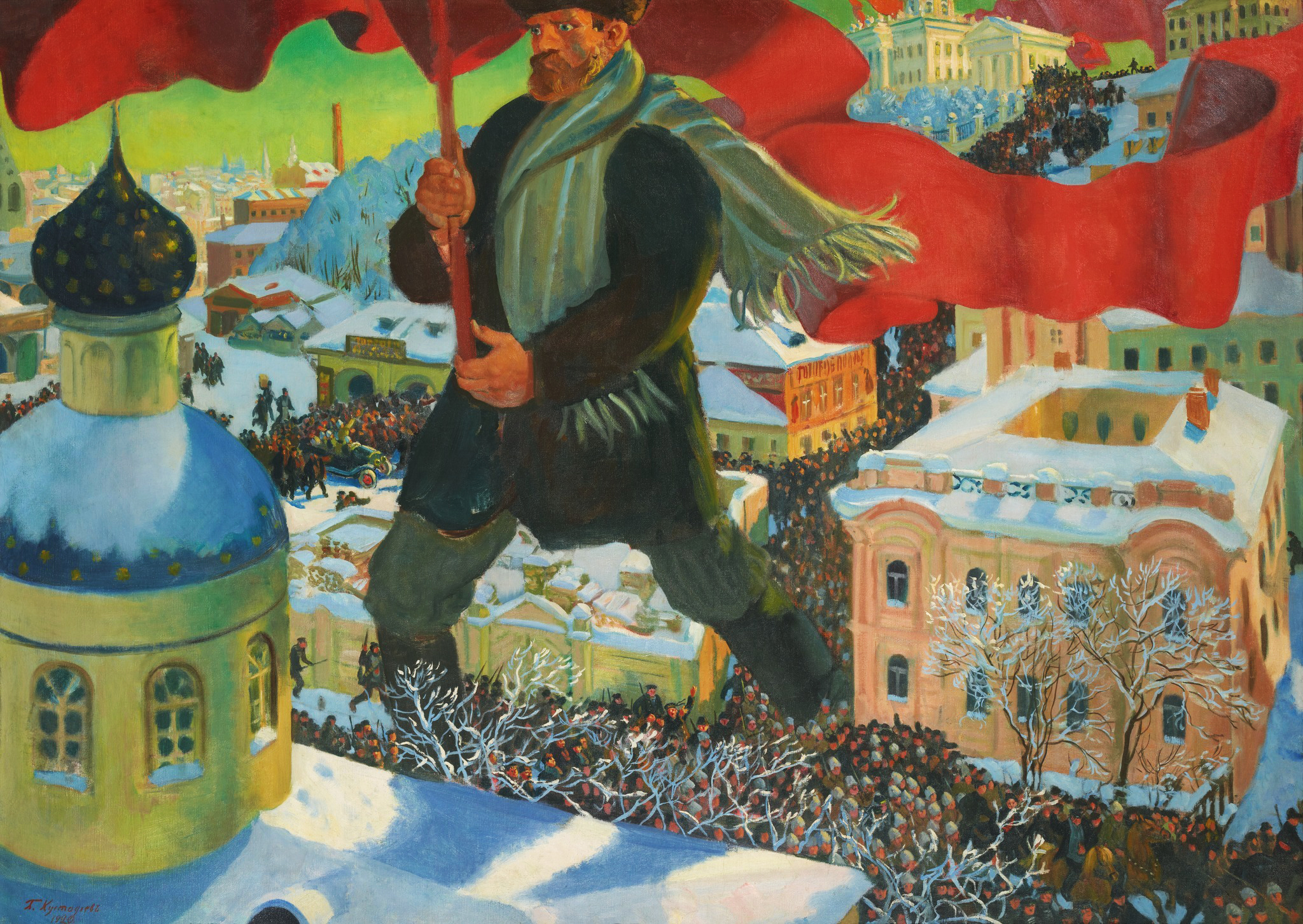
El rojo fue el color de la Revolución Rusa en 1917. El bolchevique, pintura de Boris Kustodiev (1920).

## Lectura adicional
- Priestland, David (2017). Bandera roja: Historia política y cultural del comunismo. Grupo Planeta. ISBN 978-84-17067-42-7. Consultado el 4 de septiembre de 2020.
- Suny, Ronald Grigor (2017). Red Flag Unfurled: History, Historians, and the Russian Revolution (en inglés). Verso Books. ISBN 978-1-78478-564-2. Consultado el 4 de septiembre de 2020.
- Suny, Ronald (2020). Red Flag Wounded: Stalinism and the Fate of the Soviet Experiment (en inglés). Verso Books. ISBN 978-1-78873-076-1. Consultado el 4 de septiembre de 2020.
- Priestland, David (2016). The Red Flag: A History of Communism (en inglés). Open Road + Grove/Atlantic. ISBN 978-0-8021-8979-0. Consultado el 4 de septiembre de 2020.

- Datos: Q517327
- Multimedia: Red flags / Q517327